# Genasauria
Genasauria é um clado de dinossauros de bico extinto, principalmente herbívoros. O paleontólogo Paul Sereno deu o nom e Genasauria pela primeira vez em 1986. O nome Genasauria é derivado da palavra latina gena que significa 'bochecha' e da palavra grega saúra (σαύρα) que significa 'lagarto'. A hipótese é que o Genasauria tenha divergido do Lesothosaurus no Jurássico Inferior. As características cranianas que caracterizam a Genasauria incluem um deslocamento medial da dentição maxilar, uma sínfise mandibular em forma de broto, processo coronoide de tamanho moderado e uma porção anterior edêntula (sem dentes) do pré-maxilar. Uma característica pós-craniana distintiva da Genasauria é um pedúnculo púbico do ílio que é menos robusto que o pedúnculo isquiático. Genasauria é comumente dividida em Neornithischia e Thyreophora. Neornithischia é caracterizada por distribuições assimétricas de esmalte cobrindo as coroas dos dentes da bochecha, um acetábulo aberto e um pedúnculo isquiático lateralmente protuberante do ílio. Neornithischia inclui ornitópodes, paquicefalossauros e ceratopsianos. Thyreophora é caracterizada por armadura corporal e inclui estegossauros, anquilossauros, Scelidosaurus e Scutellosaurus.

## Definição
A definição original e informal de Paul Sereno para o clado Genasauria era " Ankylosaurus, Triceratops, seu ancestral comum mais recente e todos os descendentes." Em 2021, Genasauria recebeu uma definição formal sob o PhyloCode : "O menor clado contendo Ankylosaurus magniventris Brown, 1908, Iguanodon bernissartensis Boulenger em Beneden, 1881, Stegosaurus stenops Marsh, 1887, e Triceratops horridus Marsh, 1889."

## Características diferenciadoras

### Características cranianas
Genasauria contém um deslocamento medial da dentição maxilar (emarginação bucal), que é comumente referido como a 'bochecha ornitísquia.' Outras características da bochecha ornitísquica incluem "uma posição profunda das fileiras de dentes, longe dos lados do rosto, uma frente em forma de bico para as mandíbulas e a redução no tamanho da abertura na parte externa da mandíbula (o forame mandibular externo). " A bochecha ornitísquia é amplamente inferida como evidência da posse de bochechas musculosas que eram usadas para comportamentos complexos de mastigação e é uma característica fundamentalmente genasauriana. Galton (1973) também sugere que a bochecha ornitísquia foi encontrada entre as cristas maxilar e dentária para evitar a perda de alimento pelas mandíbulas. Pode ter consistido em tecido conjuntivo e pele, em vez de fibras musculares, o que significava que a língua era usada para mover o alimento que havia se acumulado entre os dentes e a bochecha, de volta para o lado da língua da bochecha para que pudesse ser quebrado. para baixo pelos dentes. A bochecha ornitísquia está ausente ou apenas fracamente desenvolvida no Lesothosaurus, o que apóia sua colocação como um grupo irmão da Genasauria. Na Genasauria, a sínfise mandibular tem a forma de um bico e forma-se em um ângulo agudo. A sínfise mandibular é o ponto de fusão entre os dois ossos dentais laterais. A mandíbula da Genasauria também é caracterizada por possuir um processo coronoide que ultrapassa 50% da profundidade do comprimento médio do dentário. O processo coronoide é uma projeção anterior delgada do osso do dentário, que serve como local para a fixação dos músculos que auxiliam no comportamento de mastigação.

### Características pós-cranianas
As características pós-cranianas incluem tamanho relativo reduzido do pedúnculo púbico do ílio e um quarto trocanter que é deslocado distalmente na diáfise do fêmur. O pedúnculo púbico do ílio é uma extensão anterior do ílio, que se junta ao púbis. Na Genasauria, o tamanho relativo do pedúnculo público, em comparação com o tamanho do ílio, é reduzido. O quarto trocanter é um processo (extensão) do fêmur que serve como ponto de fixação para os músculos da cauda, principalmente para fixação do músculo caudofemoralis longo.

## Comportamento alimentar
Os membros da Genasauria eram principalmente herbívoros. Os genasaurianos costumavam ter a cabeça no nível de um metro, o que sugere que se alimentavam principalmente de "plantas ao nível do solo, como samambaias, cicadáceas e outras gimnospermas herbáceas."

## Divisões principais

### Thyreophora
Thyreophora são definidos como representando todos os taxa mais intimamente relacionados ao Ankylosaurus do que ao Triceratops e são caracterizados por extensas escamas dorsais de armadura corporal. O grupo durou cerca de 100 milhões de anos, começando no início do Jurássico até o final do Cretáceo. Durante seu tempo na terra, eles deram origem a mais de 50 espécies diferentes. Eles contêm os grupos Ankylosauria e Stegosauria, bem como uma série de formas basais, como Scelidosaurus, Emausaurus, e Scutellosaurus. Os fósseis de Thyreophora foram encontrados principalmente no hemisfério norte. Thyreophora pode ser distinguida de Neornithischia com base em: processo transversalmente amplo da jugal e fileiras paralelas de escamas quilhadas na superfície dorsal do corpo.

### Neornithischia
Neornithischia é um clado contendo Ornithopoda e Marginocephalia, que é um clado baseado em nó que contém Ceratopsia e Pachycephalosauria. Neornithischia era anteriormente rotulado como Cerapoda. No entanto, esse nome recebeu, mais recentemente, uma definição menos abrangente. Neorniththischia evoluiu durante o período Jurássico e persistiu até o final do período Cretáceo. Seus fósseis foram encontrados apenas no hemisfério norte. Neornithischia pode ser distinguida do Thyreophora pelas seguintes características derivadas: diastemas significativo entre os dentes pré-maxilares e maxilares, cinco ou menos dentes maxilares e trocanter anterior semelhante a um dedo.

## Classificação

### Taxonomia
- Genasauria
  - Thyreophora
    - Escutelossauro
    - Ankylosauria
    - Stegosauria

  - Neornithischia
    - Ornithopoda
    - Marginocefalia
      - Ceratopsia
      - Pachycephalosauria

### Filogenia
Há um debate quanto à colocação do Lesothosaurus como um grupo irmão da Genasauria como ou como um membro basal da Genasauria. Sereno (1986) argumenta que Lesothosaurus não contém as sinapomorfias genasaurianas definidoras de um deslocamento medial da dentição maxilar, uma sínfise mandibular em forma de broto, processo coronóide de tamanho moderado e uma porção anterior edêntula (sem dentes) do pré-maxilar, e um pedúnculo púbico do ílio que é menos robusto que o pedúnculo isquiático. Butler (2011) argumenta que as sinapomorfias que deveriam excluir o Lesothosaurus da Genasauria foram descritas em espécimes do Lesothosaurus. Butler escreve “A posição do Lesothosaurus dentro de Neornithischia é sustentada por três caracteres inequívocos: redução do membro anterior para menos de 40% do comprimento do membro posterior, presença de um sulco dorsal no ísquio e um metatarsal semelhante a uma tala fortemente reduzido 1." Os dois cladogramas a seguir ilustram as duas opiniões.
O que se segue é um cladograma baseado no artigo de Sereno (1986) que originalmente definiu a Genasauria.
|          | Scelidosaurus                                                |
|          |                                                              |
| Eurypoda | \| \| Stegosauria \| \| \| \| \| \| Ankylosauria \| \| \| \| |
|          | \| \| Stegosauria \| \| \| \| \| \| Ankylosauria \| \| \| \| |
|          | Stegosauria                                                  |
|          |                                                              |
|          | Ankylosauria                                                 |
|          |                                                              |

|  | Stegosauria  |
|  |              |
|  | Ankylosauria |
|  |              |

|          | Scelidosaurus                                                |
|          |                                                              |
| Eurypoda | \| \| Stegosauria \| \| \| \| \| \| Ankylosauria \| \| \| \| |
|          | \| \| Stegosauria \| \| \| \| \| \| Ankylosauria \| \| \| \| |
|          | Stegosauria                                                  |
|          |                                                              |
|          | Ankylosauria                                                 |
|          |                                                              |

|  | Stegosauria  |
|  |              |
|  | Ankylosauria |
|  |              |

|                 | Euornithopoda                                                     |
|                 |                                                                   |
| Marginocephalia | \| \| Pachycephalosauria \| \| \| \| \| \| Ceratopsia \| \| \| \| |
|                 | \| \| Pachycephalosauria \| \| \| \| \| \| Ceratopsia \| \| \| \| |
|                 | Pachycephalosauria                                                |
|                 |                                                                   |
|                 | Ceratopsia                                                        |
|                 |                                                                   |

|  | Pachycephalosauria |
|  |                    |
|  | Ceratopsia         |
|  |                    |

|          | Scelidosaurus                                                |
|          |                                                              |
| Eurypoda | \| \| Stegosauria \| \| \| \| \| \| Ankylosauria \| \| \| \| |
|          | \| \| Stegosauria \| \| \| \| \| \| Ankylosauria \| \| \| \| |
|          | Stegosauria                                                  |
|          |                                                              |
|          | Ankylosauria                                                 |
|          |                                                              |

|  | Stegosauria  |
|  |              |
|  | Ankylosauria |
|  |              |

|          | Scelidosaurus                                                |
|          |                                                              |
| Eurypoda | \| \| Stegosauria \| \| \| \| \| \| Ankylosauria \| \| \| \| |
|          | \| \| Stegosauria \| \| \| \| \| \| Ankylosauria \| \| \| \| |
|          | Stegosauria                                                  |
|          |                                                              |
|          | Ankylosauria                                                 |
|          |                                                              |

|  | Stegosauria  |
|  |              |
|  | Ankylosauria |
|  |              |

|                 | Euornithopoda                                                     |
|                 |                                                                   |
| Marginocephalia | \| \| Pachycephalosauria \| \| \| \| \| \| Ceratopsia \| \| \| \| |
|                 | \| \| Pachycephalosauria \| \| \| \| \| \| Ceratopsia \| \| \| \| |
|                 | Pachycephalosauria                                                |
|                 |                                                                   |
|                 | Ceratopsia                                                        |
|                 |                                                                   |

|  | Pachycephalosauria |
|  |                    |
|  | Ceratopsia         |
|  |                    |

O que se segue é um cladograma mais recente baseado na análise de Butler et al. (2011).

|          | Scelidosaurus                                                |
|          |                                                              |
| Eurypoda | \| \| Stegosauria \| \| \| \| \| \| Ankylosauria \| \| \| \| |
|          | \| \| Stegosauria \| \| \| \| \| \| Ankylosauria \| \| \| \| |
|          | Stegosauria                                                  |
|          |                                                              |
|          | Ankylosauria                                                 |
|          |                                                              |

|  | Stegosauria  |
|  |              |
|  | Ankylosauria |
|  |              |

|          | Scelidosaurus                                                |
|          |                                                              |
| Eurypoda | \| \| Stegosauria \| \| \| \| \| \| Ankylosauria \| \| \| \| |
|          | \| \| Stegosauria \| \| \| \| \| \| Ankylosauria \| \| \| \| |
|          | Stegosauria                                                  |
|          |                                                              |
|          | Ankylosauria                                                 |
|          |                                                              |

|  | Stegosauria  |
|  |              |
|  | Ankylosauria |
|  |              |

|          | Scelidosaurus                                                |
|          |                                                              |
| Eurypoda | \| \| Stegosauria \| \| \| \| \| \| Ankylosauria \| \| \| \| |
|          | \| \| Stegosauria \| \| \| \| \| \| Ankylosauria \| \| \| \| |
|          | Stegosauria                                                  |
|          |                                                              |
|          | Ankylosauria                                                 |
|          |                                                              |

|  | Stegosauria  |
|  |              |
|  | Ankylosauria |
|  |              |

|          | Scelidosaurus                                                |
|          |                                                              |
| Eurypoda | \| \| Stegosauria \| \| \| \| \| \| Ankylosauria \| \| \| \| |
|          | \| \| Stegosauria \| \| \| \| \| \| Ankylosauria \| \| \| \| |
|          | Stegosauria                                                  |
|          |                                                              |
|          | Ankylosauria                                                 |
|          |                                                              |

|  | Stegosauria  |
|  |              |
|  | Ankylosauria |
|  |              |

|                 | Ornithopoda                                                       |
|                 |                                                                   |
| Marginocephalia | \| \| Pachycephalosauria \| \| \| \| \| \| Ceratopsia \| \| \| \| |
|                 | \| \| Pachycephalosauria \| \| \| \| \| \| Ceratopsia \| \| \| \| |
|                 | Pachycephalosauria                                                |
|                 |                                                                   |
|                 | Ceratopsia                                                        |
|                 |                                                                   |

|  | Pachycephalosauria |
|  |                    |
|  | Ceratopsia         |
|  |                    |

|                 | Ornithopoda                                                       |
|                 |                                                                   |
| Marginocephalia | \| \| Pachycephalosauria \| \| \| \| \| \| Ceratopsia \| \| \| \| |
|                 | \| \| Pachycephalosauria \| \| \| \| \| \| Ceratopsia \| \| \| \| |
|                 | Pachycephalosauria                                                |
|                 |                                                                   |
|                 | Ceratopsia                                                        |
|                 |                                                                   |

|  | Pachycephalosauria |
|  |                    |
|  | Ceratopsia         |
|  |                    |

|                 | Ornithopoda                                                       |
|                 |                                                                   |
| Marginocephalia | \| \| Pachycephalosauria \| \| \| \| \| \| Ceratopsia \| \| \| \| |
|                 | \| \| Pachycephalosauria \| \| \| \| \| \| Ceratopsia \| \| \| \| |
|                 | Pachycephalosauria                                                |
|                 |                                                                   |
|                 | Ceratopsia                                                        |
|                 |                                                                   |

|  | Pachycephalosauria |
|  |                    |
|  | Ceratopsia         |
|  |                    |

|                 | Ornithopoda                                                       |
|                 |                                                                   |
| Marginocephalia | \| \| Pachycephalosauria \| \| \| \| \| \| Ceratopsia \| \| \| \| |
|                 | \| \| Pachycephalosauria \| \| \| \| \| \| Ceratopsia \| \| \| \| |
|                 | Pachycephalosauria                                                |
|                 |                                                                   |
|                 | Ceratopsia                                                        |
|                 |                                                                   |

|  | Pachycephalosauria |
|  |                    |
|  | Ceratopsia         |
|  |                    |

|                 | Ornithopoda                                                       |
|                 |                                                                   |
| Marginocephalia | \| \| Pachycephalosauria \| \| \| \| \| \| Ceratopsia \| \| \| \| |
|                 | \| \| Pachycephalosauria \| \| \| \| \| \| Ceratopsia \| \| \| \| |
|                 | Pachycephalosauria                                                |
|                 |                                                                   |
|                 | Ceratopsia                                                        |
|                 |                                                                   |

|  | Pachycephalosauria |
|  |                    |
|  | Ceratopsia         |
|  |                    |

|                 | Ornithopoda                                                       |
|                 |                                                                   |
| Marginocephalia | \| \| Pachycephalosauria \| \| \| \| \| \| Ceratopsia \| \| \| \| |
|                 | \| \| Pachycephalosauria \| \| \| \| \| \| Ceratopsia \| \| \| \| |
|                 | Pachycephalosauria                                                |
|                 |                                                                   |
|                 | Ceratopsia                                                        |
|                 |                                                                   |

|  | Pachycephalosauria |
|  |                    |
|  | Ceratopsia         |
|  |                    |

|                 | Ornithopoda                                                       |
|                 |                                                                   |
| Marginocephalia | \| \| Pachycephalosauria \| \| \| \| \| \| Ceratopsia \| \| \| \| |
|                 | \| \| Pachycephalosauria \| \| \| \| \| \| Ceratopsia \| \| \| \| |
|                 | Pachycephalosauria                                                |
|                 |                                                                   |
|                 | Ceratopsia                                                        |
|                 |                                                                   |

|  | Pachycephalosauria |
|  |                    |
|  | Ceratopsia         |
|  |                    |

|                 | Ornithopoda                                                       |
|                 |                                                                   |
| Marginocephalia | \| \| Pachycephalosauria \| \| \| \| \| \| Ceratopsia \| \| \| \| |
|                 | \| \| Pachycephalosauria \| \| \| \| \| \| Ceratopsia \| \| \| \| |
|                 | Pachycephalosauria                                                |
|                 |                                                                   |
|                 | Ceratopsia                                                        |
|                 |                                                                   |

|  | Pachycephalosauria |
|  |                    |
|  | Ceratopsia         |
|  |                    |

|                 | Ornithopoda                                                       |
|                 |                                                                   |
| Marginocephalia | \| \| Pachycephalosauria \| \| \| \| \| \| Ceratopsia \| \| \| \| |
|                 | \| \| Pachycephalosauria \| \| \| \| \| \| Ceratopsia \| \| \| \| |
|                 | Pachycephalosauria                                                |
|                 |                                                                   |
|                 | Ceratopsia                                                        |
|                 |                                                                   |

|  | Pachycephalosauria |
|  |                    |
|  | Ceratopsia         |
|  |                    |

|                 | Ornithopoda                                                       |
|                 |                                                                   |
| Marginocephalia | \| \| Pachycephalosauria \| \| \| \| \| \| Ceratopsia \| \| \| \| |
|                 | \| \| Pachycephalosauria \| \| \| \| \| \| Ceratopsia \| \| \| \| |
|                 | Pachycephalosauria                                                |
|                 |                                                                   |
|                 | Ceratopsia                                                        |
|                 |                                                                   |

|  | Pachycephalosauria |
|  |                    |
|  | Ceratopsia         |
|  |                    |

|                 | Ornithopoda                                                       |
|                 |                                                                   |
| Marginocephalia | \| \| Pachycephalosauria \| \| \| \| \| \| Ceratopsia \| \| \| \| |
|                 | \| \| Pachycephalosauria \| \| \| \| \| \| Ceratopsia \| \| \| \| |
|                 | Pachycephalosauria                                                |
|                 |                                                                   |
|                 | Ceratopsia                                                        |
|                 |                                                                   |

|  | Pachycephalosauria |
|  |                    |
|  | Ceratopsia         |
|  |                    |

|                 | Ornithopoda                                                       |
|                 |                                                                   |
| Marginocephalia | \| \| Pachycephalosauria \| \| \| \| \| \| Ceratopsia \| \| \| \| |
|                 | \| \| Pachycephalosauria \| \| \| \| \| \| Ceratopsia \| \| \| \| |
|                 | Pachycephalosauria                                                |
|                 |                                                                   |
|                 | Ceratopsia                                                        |
|                 |                                                                   |

|  | Pachycephalosauria |
|  |                    |
|  | Ceratopsia         |
|  |                    |

|                 | Ornithopoda                                                       |
|                 |                                                                   |
| Marginocephalia | \| \| Pachycephalosauria \| \| \| \| \| \| Ceratopsia \| \| \| \| |
|                 | \| \| Pachycephalosauria \| \| \| \| \| \| Ceratopsia \| \| \| \| |
|                 | Pachycephalosauria                                                |
|                 |                                                                   |
|                 | Ceratopsia                                                        |
|                 |                                                                   |

|  | Pachycephalosauria |
|  |                    |
|  | Ceratopsia         |
|  |                    |

|                 | Ornithopoda                                                       |
|                 |                                                                   |
| Marginocephalia | \| \| Pachycephalosauria \| \| \| \| \| \| Ceratopsia \| \| \| \| |
|                 | \| \| Pachycephalosauria \| \| \| \| \| \| Ceratopsia \| \| \| \| |
|                 | Pachycephalosauria                                                |
|                 |                                                                   |
|                 | Ceratopsia                                                        |
|                 |                                                                   |

|  | Pachycephalosauria |
|  |                    |
|  | Ceratopsia         |
|  |                    |

|                 | Ornithopoda                                                       |
|                 |                                                                   |
| Marginocephalia | \| \| Pachycephalosauria \| \| \| \| \| \| Ceratopsia \| \| \| \| |
|                 | \| \| Pachycephalosauria \| \| \| \| \| \| Ceratopsia \| \| \| \| |
|                 | Pachycephalosauria                                                |
|                 |                                                                   |
|                 | Ceratopsia                                                        |
|                 |                                                                   |

|  | Pachycephalosauria |
|  |                    |
|  | Ceratopsia         |
|  |                    |

|                 | Ornithopoda                                                       |
|                 |                                                                   |
| Marginocephalia | \| \| Pachycephalosauria \| \| \| \| \| \| Ceratopsia \| \| \| \| |
|                 | \| \| Pachycephalosauria \| \| \| \| \| \| Ceratopsia \| \| \| \| |
|                 | Pachycephalosauria                                                |
|                 |                                                                   |
|                 | Ceratopsia                                                        |
|                 |                                                                   |

|  | Pachycephalosauria |
|  |                    |
|  | Ceratopsia         |
|  |                    |

|          | Scelidosaurus                                                |
|          |                                                              |
| Eurypoda | \| \| Stegosauria \| \| \| \| \| \| Ankylosauria \| \| \| \| |
|          | \| \| Stegosauria \| \| \| \| \| \| Ankylosauria \| \| \| \| |
|          | Stegosauria                                                  |
|          |                                                              |
|          | Ankylosauria                                                 |
|          |                                                              |

|  | Stegosauria  |
|  |              |
|  | Ankylosauria |
|  |              |

|          | Scelidosaurus                                                |
|          |                                                              |
| Eurypoda | \| \| Stegosauria \| \| \| \| \| \| Ankylosauria \| \| \| \| |
|          | \| \| Stegosauria \| \| \| \| \| \| Ankylosauria \| \| \| \| |
|          | Stegosauria                                                  |
|          |                                                              |
|          | Ankylosauria                                                 |
|          |                                                              |

|  | Stegosauria  |
|  |              |
|  | Ankylosauria |
|  |              |

|          | Scelidosaurus                                                |
|          |                                                              |
| Eurypoda | \| \| Stegosauria \| \| \| \| \| \| Ankylosauria \| \| \| \| |
|          | \| \| Stegosauria \| \| \| \| \| \| Ankylosauria \| \| \| \| |
|          | Stegosauria                                                  |
|          |                                                              |
|          | Ankylosauria                                                 |
|          |                                                              |

|  | Stegosauria  |
|  |              |
|  | Ankylosauria |
|  |              |

|          | Scelidosaurus                                                |
|          |                                                              |
| Eurypoda | \| \| Stegosauria \| \| \| \| \| \| Ankylosauria \| \| \| \| |
|          | \| \| Stegosauria \| \| \| \| \| \| Ankylosauria \| \| \| \| |
|          | Stegosauria                                                  |
|          |                                                              |
|          | Ankylosauria                                                 |
|          |                                                              |

|  | Stegosauria  |
|  |              |
|  | Ankylosauria |
|  |              |

|                 | Ornithopoda                                                       |
|                 |                                                                   |
| Marginocephalia | \| \| Pachycephalosauria \| \| \| \| \| \| Ceratopsia \| \| \| \| |
|                 | \| \| Pachycephalosauria \| \| \| \| \| \| Ceratopsia \| \| \| \| |
|                 | Pachycephalosauria                                                |
|                 |                                                                   |
|                 | Ceratopsia                                                        |
|                 |                                                                   |

|  | Pachycephalosauria |
|  |                    |
|  | Ceratopsia         |
|  |                    |

|                 | Ornithopoda                                                       |
|                 |                                                                   |
| Marginocephalia | \| \| Pachycephalosauria \| \| \| \| \| \| Ceratopsia \| \| \| \| |
|                 | \| \| Pachycephalosauria \| \| \| \| \| \| Ceratopsia \| \| \| \| |
|                 | Pachycephalosauria                                                |
|                 |                                                                   |
|                 | Ceratopsia                                                        |
|                 |                                                                   |

|  | Pachycephalosauria |
|  |                    |
|  | Ceratopsia         |
|  |                    |

|                 | Ornithopoda                                                       |
|                 |                                                                   |
| Marginocephalia | \| \| Pachycephalosauria \| \| \| \| \| \| Ceratopsia \| \| \| \| |
|                 | \| \| Pachycephalosauria \| \| \| \| \| \| Ceratopsia \| \| \| \| |
|                 | Pachycephalosauria                                                |
|                 |                                                                   |
|                 | Ceratopsia                                                        |
|                 |                                                                   |

|  | Pachycephalosauria |
|  |                    |
|  | Ceratopsia         |
|  |                    |

|                 | Ornithopoda                                                       |
|                 |                                                                   |
| Marginocephalia | \| \| Pachycephalosauria \| \| \| \| \| \| Ceratopsia \| \| \| \| |
|                 | \| \| Pachycephalosauria \| \| \| \| \| \| Ceratopsia \| \| \| \| |
|                 | Pachycephalosauria                                                |
|                 |                                                                   |
|                 | Ceratopsia                                                        |
|                 |                                                                   |

|  | Pachycephalosauria |
|  |                    |
|  | Ceratopsia         |
|  |                    |

|                 | Ornithopoda                                                       |
|                 |                                                                   |
| Marginocephalia | \| \| Pachycephalosauria \| \| \| \| \| \| Ceratopsia \| \| \| \| |
|                 | \| \| Pachycephalosauria \| \| \| \| \| \| Ceratopsia \| \| \| \| |
|                 | Pachycephalosauria                                                |
|                 |                                                                   |
|                 | Ceratopsia                                                        |
|                 |                                                                   |

|  | Pachycephalosauria |
|  |                    |
|  | Ceratopsia         |
|  |                    |

|                 | Ornithopoda                                                       |
|                 |                                                                   |
| Marginocephalia | \| \| Pachycephalosauria \| \| \| \| \| \| Ceratopsia \| \| \| \| |
|                 | \| \| Pachycephalosauria \| \| \| \| \| \| Ceratopsia \| \| \| \| |
|                 | Pachycephalosauria                                                |
|                 |                                                                   |
|                 | Ceratopsia                                                        |
|                 |                                                                   |

|  | Pachycephalosauria |
|  |                    |
|  | Ceratopsia         |
|  |                    |

|                 | Ornithopoda                                                       |
|                 |                                                                   |
| Marginocephalia | \| \| Pachycephalosauria \| \| \| \| \| \| Ceratopsia \| \| \| \| |
|                 | \| \| Pachycephalosauria \| \| \| \| \| \| Ceratopsia \| \| \| \| |
|                 | Pachycephalosauria                                                |
|                 |                                                                   |
|                 | Ceratopsia                                                        |
|                 |                                                                   |

|  | Pachycephalosauria |
|  |                    |
|  | Ceratopsia         |
|  |                    |

|                 | Ornithopoda                                                       |
|                 |                                                                   |
| Marginocephalia | \| \| Pachycephalosauria \| \| \| \| \| \| Ceratopsia \| \| \| \| |
|                 | \| \| Pachycephalosauria \| \| \| \| \| \| Ceratopsia \| \| \| \| |
|                 | Pachycephalosauria                                                |
|                 |                                                                   |
|                 | Ceratopsia                                                        |
|                 |                                                                   |

|  | Pachycephalosauria |
|  |                    |
|  | Ceratopsia         |
|  |                    |

|                 | Ornithopoda                                                       |
|                 |                                                                   |
| Marginocephalia | \| \| Pachycephalosauria \| \| \| \| \| \| Ceratopsia \| \| \| \| |
|                 | \| \| Pachycephalosauria \| \| \| \| \| \| Ceratopsia \| \| \| \| |
|                 | Pachycephalosauria                                                |
|                 |                                                                   |
|                 | Ceratopsia                                                        |
|                 |                                                                   |

|  | Pachycephalosauria |
|  |                    |
|  | Ceratopsia         |
|  |                    |

|                 | Ornithopoda                                                       |
|                 |                                                                   |
| Marginocephalia | \| \| Pachycephalosauria \| \| \| \| \| \| Ceratopsia \| \| \| \| |
|                 | \| \| Pachycephalosauria \| \| \| \| \| \| Ceratopsia \| \| \| \| |
|                 | Pachycephalosauria                                                |
|                 |                                                                   |
|                 | Ceratopsia                                                        |
|                 |                                                                   |

|  | Pachycephalosauria |
|  |                    |
|  | Ceratopsia         |
|  |                    |

|                 | Ornithopoda                                                       |
|                 |                                                                   |
| Marginocephalia | \| \| Pachycephalosauria \| \| \| \| \| \| Ceratopsia \| \| \| \| |
|                 | \| \| Pachycephalosauria \| \| \| \| \| \| Ceratopsia \| \| \| \| |
|                 | Pachycephalosauria                                                |
|                 |                                                                   |
|                 | Ceratopsia                                                        |
|                 |                                                                   |

|  | Pachycephalosauria |
|  |                    |
|  | Ceratopsia         |
|  |                    |

|                 | Ornithopoda                                                       |
|                 |                                                                   |
| Marginocephalia | \| \| Pachycephalosauria \| \| \| \| \| \| Ceratopsia \| \| \| \| |
|                 | \| \| Pachycephalosauria \| \| \| \| \| \| Ceratopsia \| \| \| \| |
|                 | Pachycephalosauria                                                |
|                 |                                                                   |
|                 | Ceratopsia                                                        |
|                 |                                                                   |

|  | Pachycephalosauria |
|  |                    |
|  | Ceratopsia         |
|  |                    |

|                 | Ornithopoda                                                       |
|                 |                                                                   |
| Marginocephalia | \| \| Pachycephalosauria \| \| \| \| \| \| Ceratopsia \| \| \| \| |
|                 | \| \| Pachycephalosauria \| \| \| \| \| \| Ceratopsia \| \| \| \| |
|                 | Pachycephalosauria                                                |
|                 |                                                                   |
|                 | Ceratopsia                                                        |
|                 |                                                                   |

|  | Pachycephalosauria |
|  |                    |
|  | Ceratopsia         |
|  |                    |

|                 | Ornithopoda                                                       |
|                 |                                                                   |
| Marginocephalia | \| \| Pachycephalosauria \| \| \| \| \| \| Ceratopsia \| \| \| \| |
|                 | \| \| Pachycephalosauria \| \| \| \| \| \| Ceratopsia \| \| \| \| |
|                 | Pachycephalosauria                                                |
|                 |                                                                   |
|                 | Ceratopsia                                                        |
|                 |                                                                   |

|  | Pachycephalosauria |
|  |                    |
|  | Ceratopsia         |
|  |                    |

|                 | Ornithopoda                                                       |
|                 |                                                                   |
| Marginocephalia | \| \| Pachycephalosauria \| \| \| \| \| \| Ceratopsia \| \| \| \| |
|                 | \| \| Pachycephalosauria \| \| \| \| \| \| Ceratopsia \| \| \| \| |
|                 | Pachycephalosauria                                                |
|                 |                                                                   |
|                 | Ceratopsia                                                        |
|                 |                                                                   |

|  | Pachycephalosauria |
|  |                    |
|  | Ceratopsia         |
|  |                    |

|                 | Ornithopoda                                                       |
|                 |                                                                   |
| Marginocephalia | \| \| Pachycephalosauria \| \| \| \| \| \| Ceratopsia \| \| \| \| |
|                 | \| \| Pachycephalosauria \| \| \| \| \| \| Ceratopsia \| \| \| \| |
|                 | Pachycephalosauria                                                |
|                 |                                                                   |
|                 | Ceratopsia                                                        |
|                 |                                                                   |

|  | Pachycephalosauria |
|  |                    |
|  | Ceratopsia         |
|  |                    |